# Пантери (футбольний клуб, Екваторіальна Гвінея)
Зе Пантерас Футбол Клуб або просто Пантери (ісп. The Panthers Fútbol Club) — професіональний екваторіальногвінейський футбольний клуб з міста Малабо. 

## Історія
Клуб було засновано в 2001 році в столиці держави місті Малабо. Команда робить ставку на власних вихованців, розвиваючи дитячо-юнацький футбол та інвестуючи у розбудову інфраструктури клубу. «Пантери» ніколи не вигравали чемпіонський титул, але двічі перемогли в національному Кубку (2013 та 2013). Президент клубу Руслан Обіанг Нсуе є сином нинішнього президента Екваторіальної Гвінеї Теодора Обіанга.
Завдяки перемогам в національному Кубку клуб двічі виступав у Кубку Конфедерації КАФ. Першого разу, в 2013 році, в попередньому раунді турніру команда зустрілася з представником Гвінеї клубом «Секвенсе». «Пантери» двічі переграли противника та пройнли до першого раунду турніру, де зустрілися з представником Республіки Конго «Леопардс». В домашньму матчі «Пантери» зіграли в нульову нічию, цей результат залишав клубу непогані шанси на продовження боротьби в турнірі, але в матчі-відповіді клуб зазнав розгромної поразки від «Леопардс» та припинив боротьбу на турнірі. Вдруге клуб виступив в сезоні 2014 року в цьому ж турнірі. В попередньому раунді суперником «Пантер» був клуб з Гани Мадеама. «Пантери» двічі поступилися представнику Гани (1:2 вдома та 0:2 на виїзді) та припинили боротьбу в турнірі. Це була їх остання на сьогодні поява клубу в континентальних турнірах під егідою КАФ.
Зараз же команда виступає в Другому дивізіоні чемпіонату країни.

## Стадіон
Домашні матчі клуб проводить на стадіоні «Нуево Естадіо де Малабо», який може вмістити 15 250 вболівальників.

## Досягнення
- Кубок Екваторіальної Гвінеї: 2 перемоги

2012, 2013

## Виступи в континентальних турнірах
| Сезон | Турнір                 | Раунд      | Клуб     | Вдома | На виїзді | Загальний |
| ----- | ---------------------- | ---------- | -------- | ----- | --------- | --------- |
| 2013  | Кубок Конфедерації КАФ | Попередній | Секвенсе | 2-0   | 1-0       | 3-0       |
| 2013  | Кубок Конфедерації КАФ | 1          | Леопардс | 0-0   | 1-6       | 1-6       |
| 2014  | Кубок Конфедерації КАФ | Попередній | Медеама  | 1-2   | 0-2       | 1-4       |